# Hartington (Nebraska)
Pour les articles homonymes, voir Hartington.
La ville de Hartington est le siège et la plus grande ville du comté de Cedar, dans l’État du Nebraska, aux États-Unis. Sa population s’élevait à 1 554 habitants lors du recensement de 2010, estimée à 1 523 habitants en 2016.